# Landesgartenschau Schwäbisch Gmünd 2014
Die Landesgartenschau Schwäbisch Gmünd 2014 war die 26. Landesgartenschau in Baden-Württemberg. Sie fand vom 30. April bis zum 12. Oktober 2014 in Schwäbisch Gmünd im Ostalbkreis statt. Ihr Motto lautete „zwischen Himmel und Erde“. Es wurden 1.000 Bäume neu gepflanzt, 30.000 Stauden gesetzt und 4.000 m² Frühlingsflor/Sommerflor sowie 6000 m² Blumenwiese ausgesät. Insgesamt umfasst die Landesgartenschau etwa 30 Hektar Fläche, davon 14 Hektar Land-, 1 Hektar Wasser- und 15 Hektar Waldfläche.
Vor der Landesgartenschau wurde die Stadt großflächig umgebaut und an einigen Stellen erneuert. Zahlreiche Gebäude wurden abgerissen und/oder zurückgebaut, u. a. die Engelsbrauerei, das Kaufhaus Horten, die alte Post, die Bahnhofbrücke und das Bahnhofshotel sowie etliche Gebäude in der Ledergasse.
Mit einem Besucherrekord von zirka 2 Millionen Besuchern ist sie die bestbesuchte Landesgartenschau in Baden-Württemberg, vor Freiburg 1986. Eine Innovation stellte das „Bürger-Konzept“ der Schau dar. 1.361 Ehrenamtliche, darunter 60 Asylbewerber der örtlichen Unterkunft, übernahmen Aufgaben auf dem Gelände, so unter anderem die Einlasskontrollen.
Veranstaltungsort ist das Stadtgebiet von Schwäbisch Gmünd, nämlich insbesondere der Stadtgarten mit Remspark, der Bahnhof, der Josefsbach, die historische  Innenstadt, der Taubentalwald und der Landschaftspark Wetzgau.

## Erdenreich
Der Bereich um den Stadtgarten, an der Rems und die historische Altstadt heißen Erdenreich.

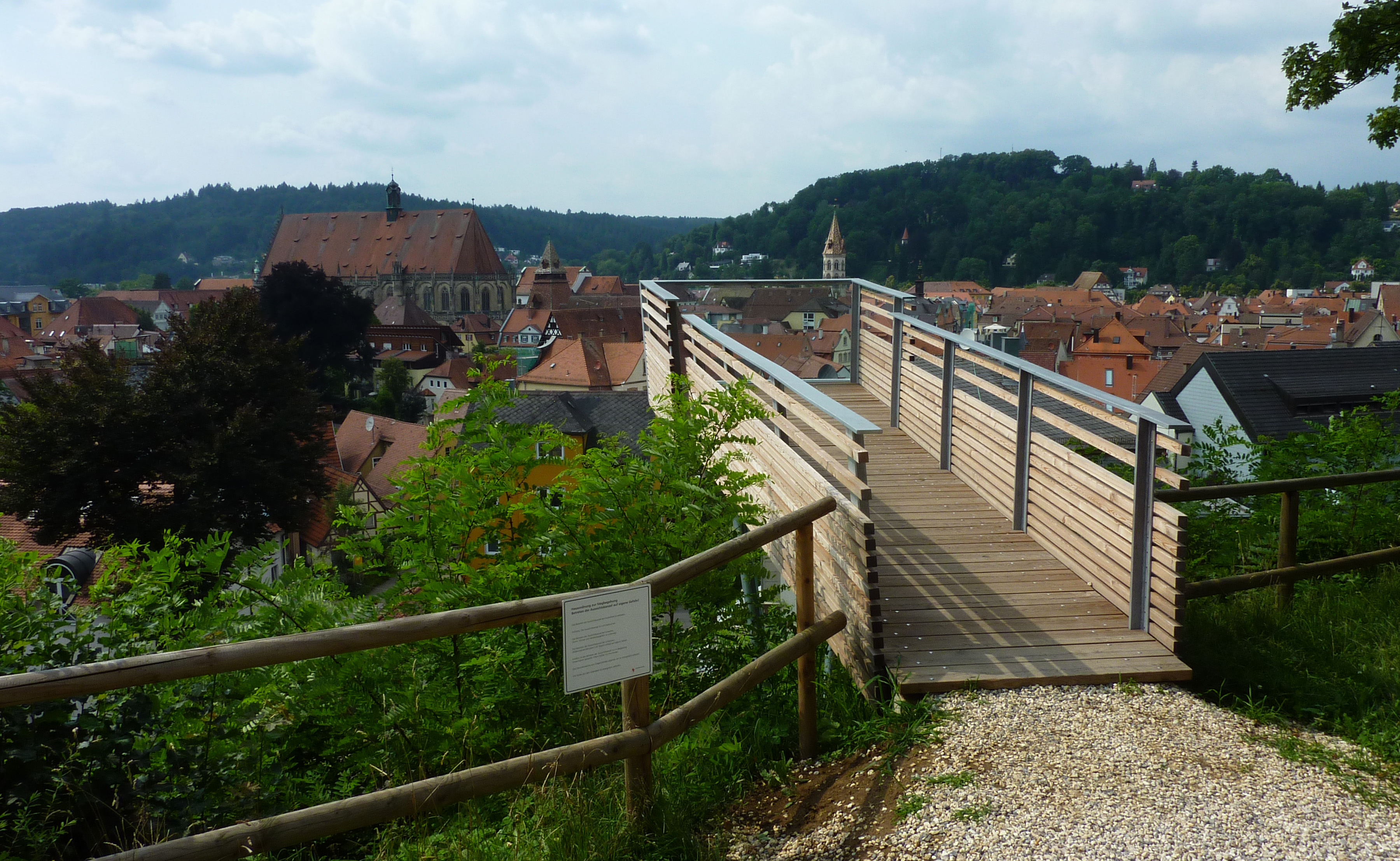
Aussichtskanzel am Zeiselberg
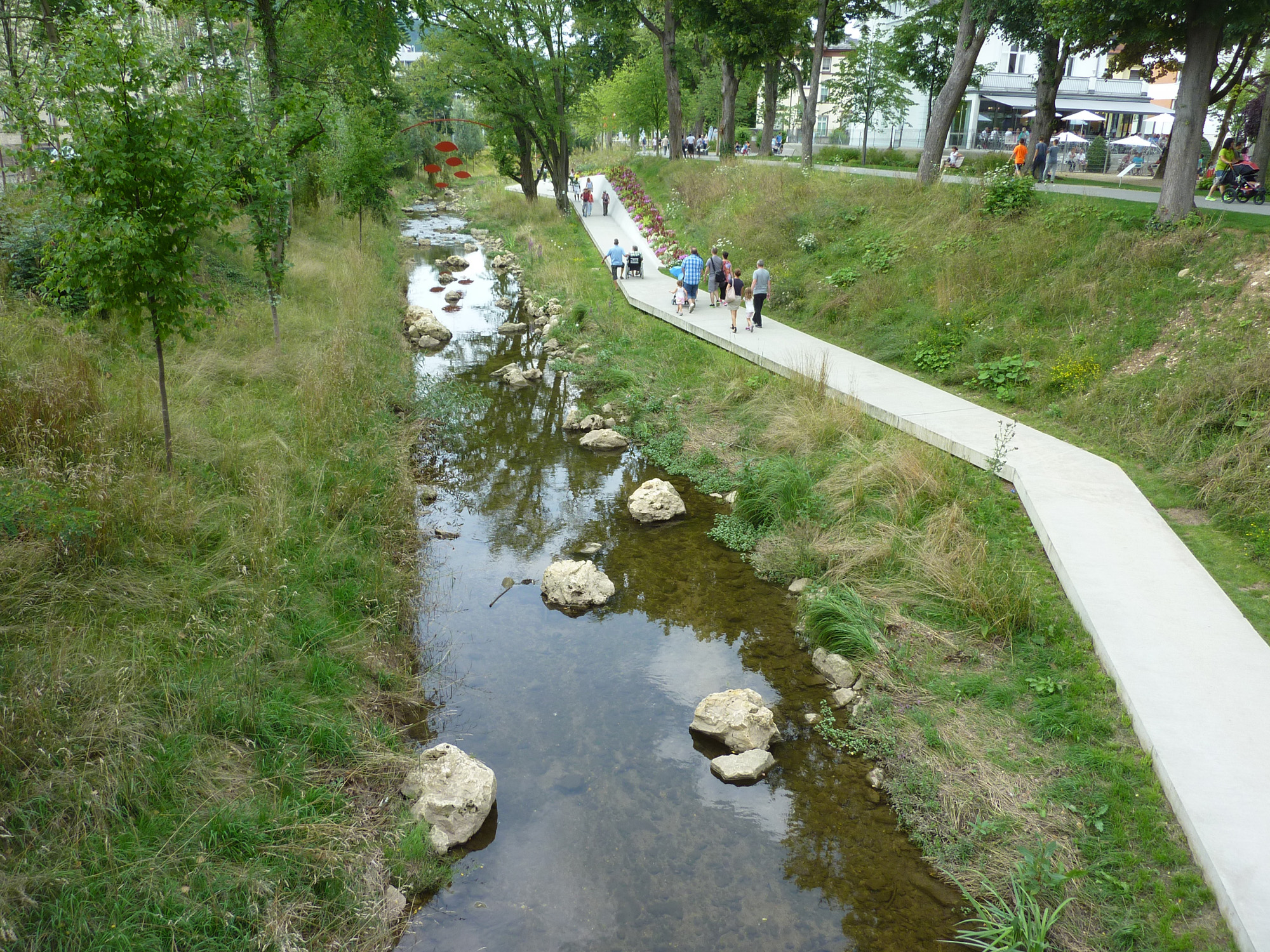
Josefsbach nördlich der Karl-Olga-Brücke
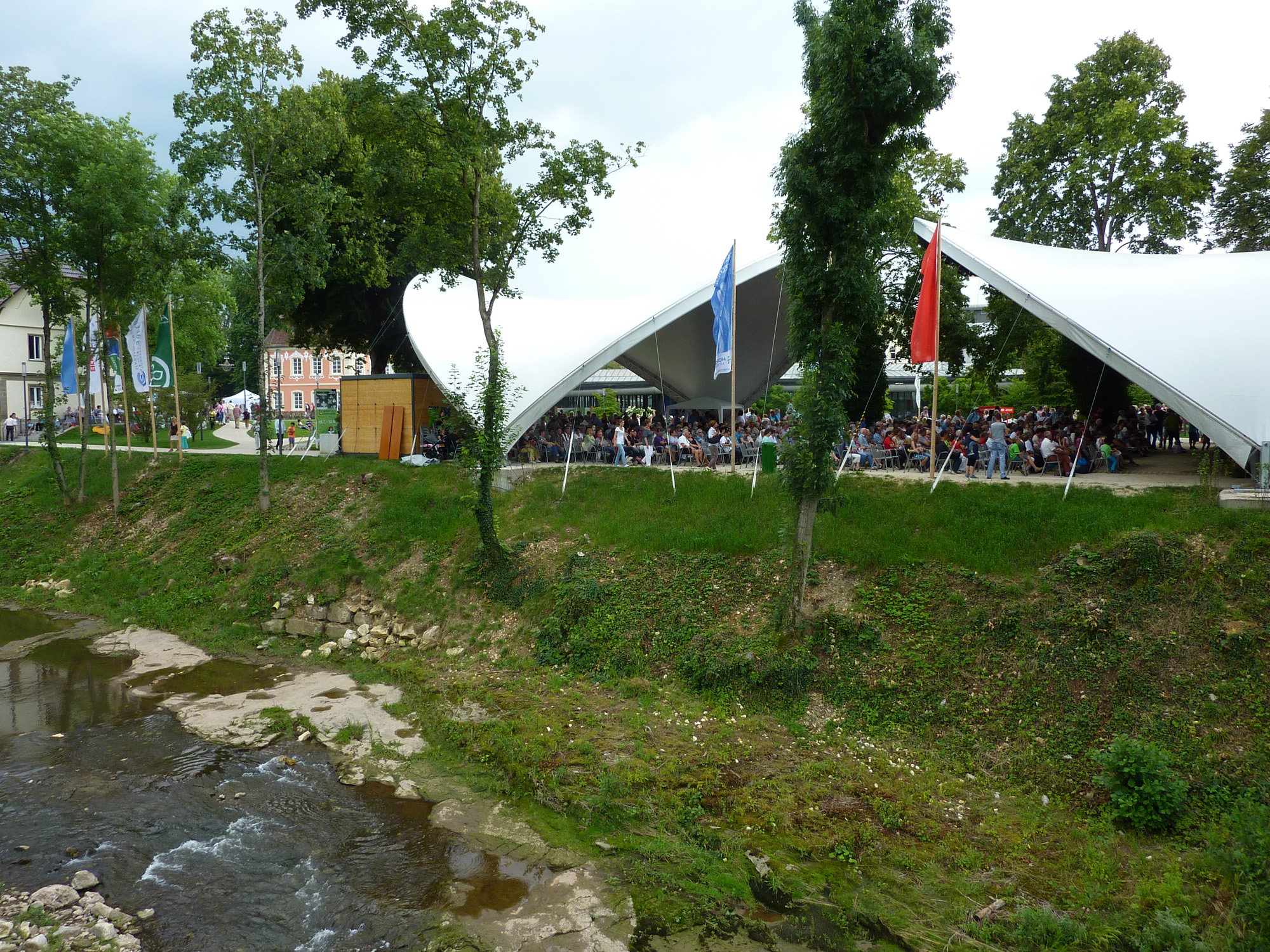
Remspark-Bühne
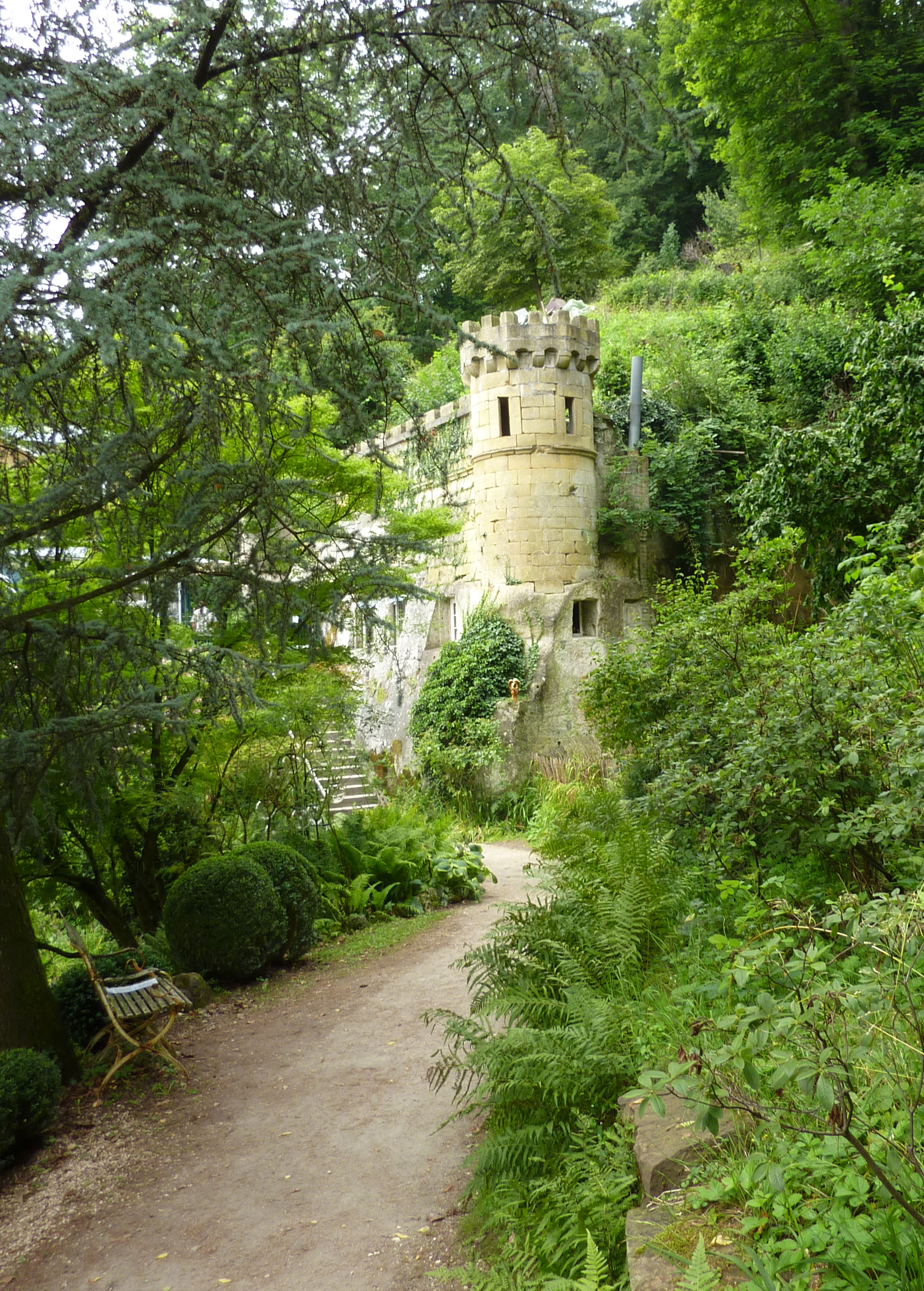
Im Pfander-Garten bei St. Salvator
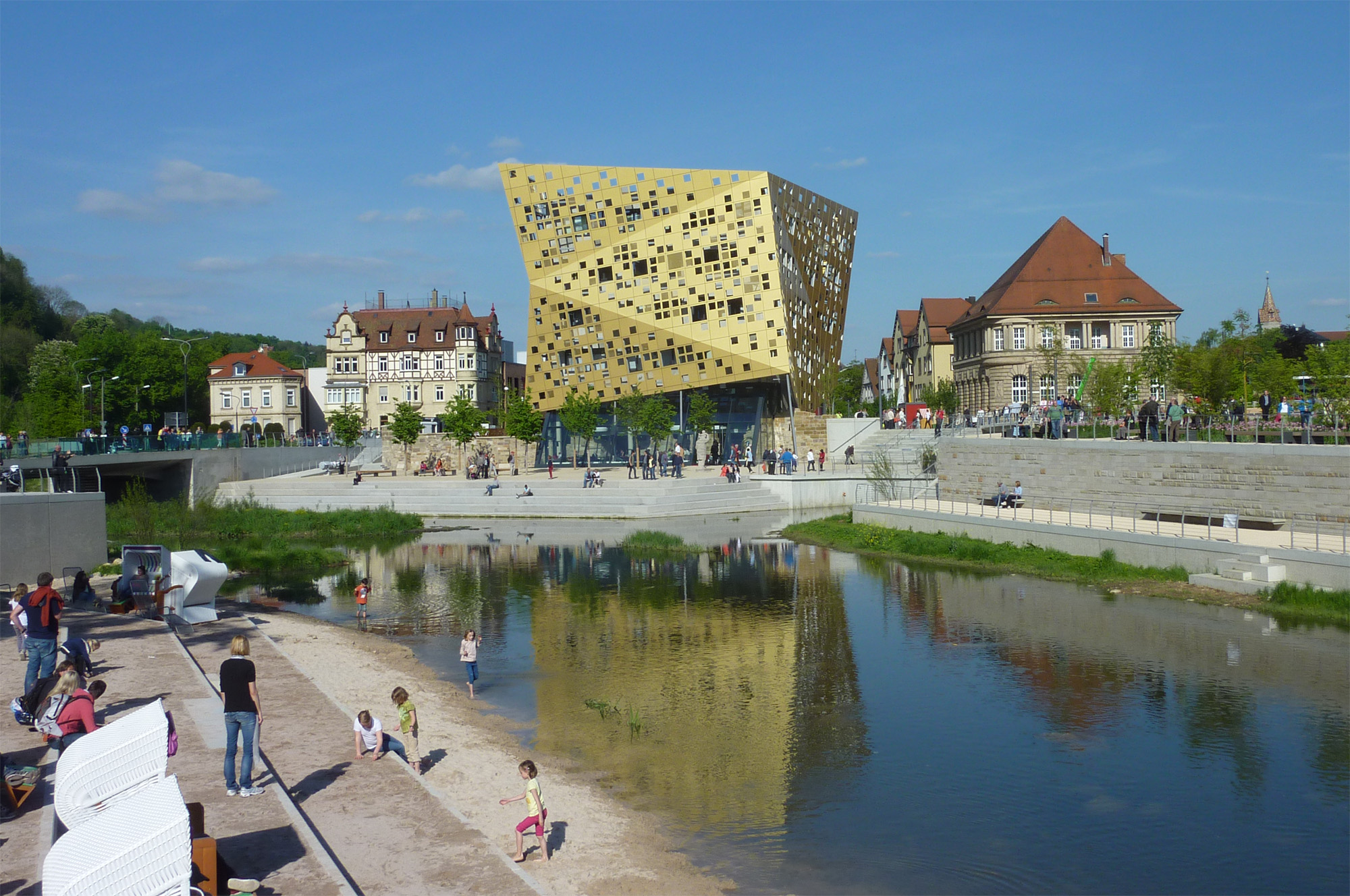
Remsstrand und Forum Gold und Silber

## Himmelsleiter
Der Taubentalwald heißt Himmelsleiter und verbindet Erdenreich und Himmelsgarten. Es ist die erste Landesgartenschau, die einen kompletten Wald integriert.
Durch den Wald verläuft der Waldentdeckersteg, ein in sechsmonatiger Handarbeit so waldschonend wie nur möglich gefertigter, 470 Meter langer Plankenweg aus Eichen- und Douglasienholz in zwei Abschnitten, die durch Schotterwege erreichbar sind. Er bietet zahlreiche Spielmöglichkeiten und Infostationen.
Erdenreich und Himmelsgarten sind zusätzlich über Shuttlebusse verbunden, die viertelstündlich vom Bahnhof über Großdeinbach nach Wetzgau und zurück fahren.

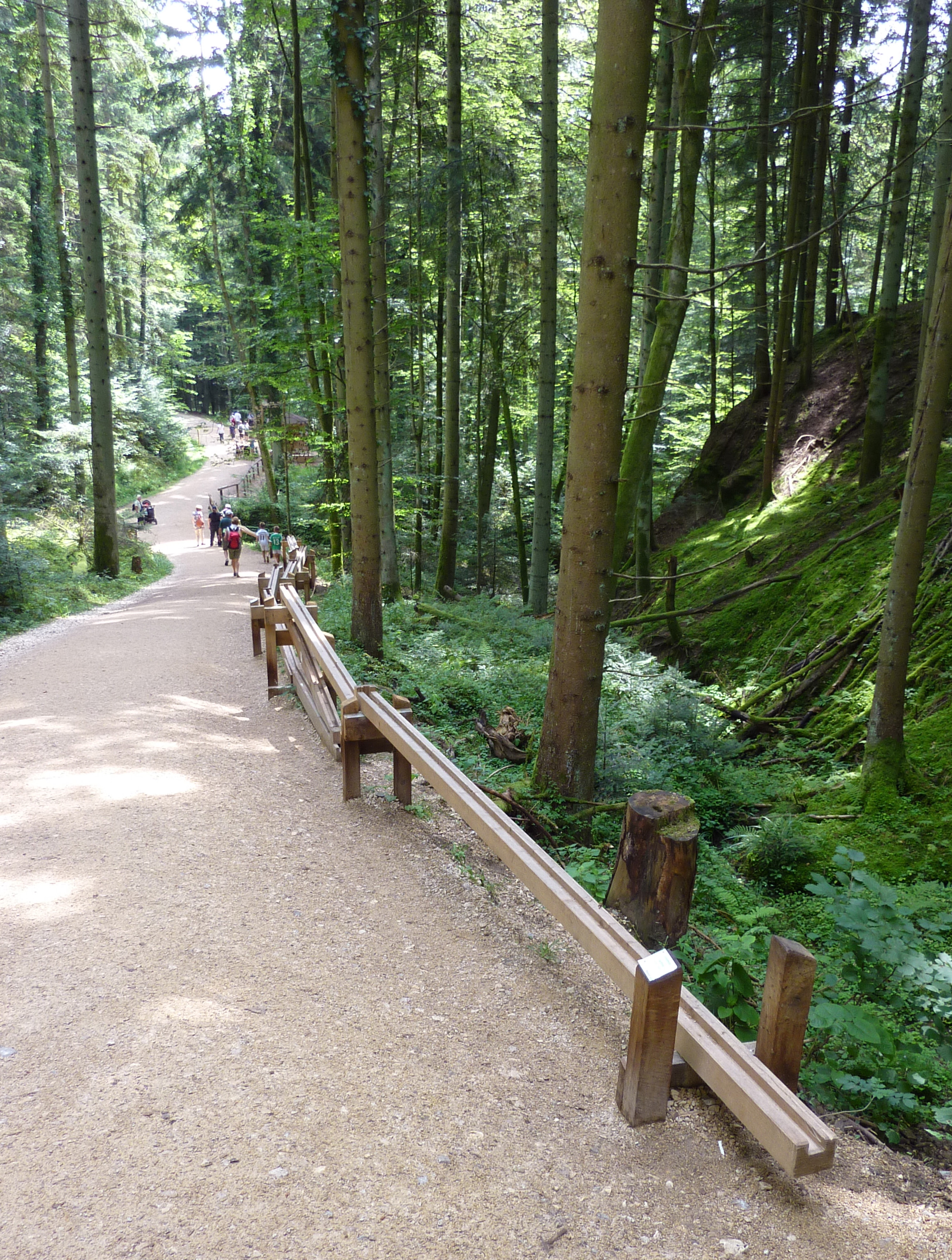
XXL-Waldkugelbahn
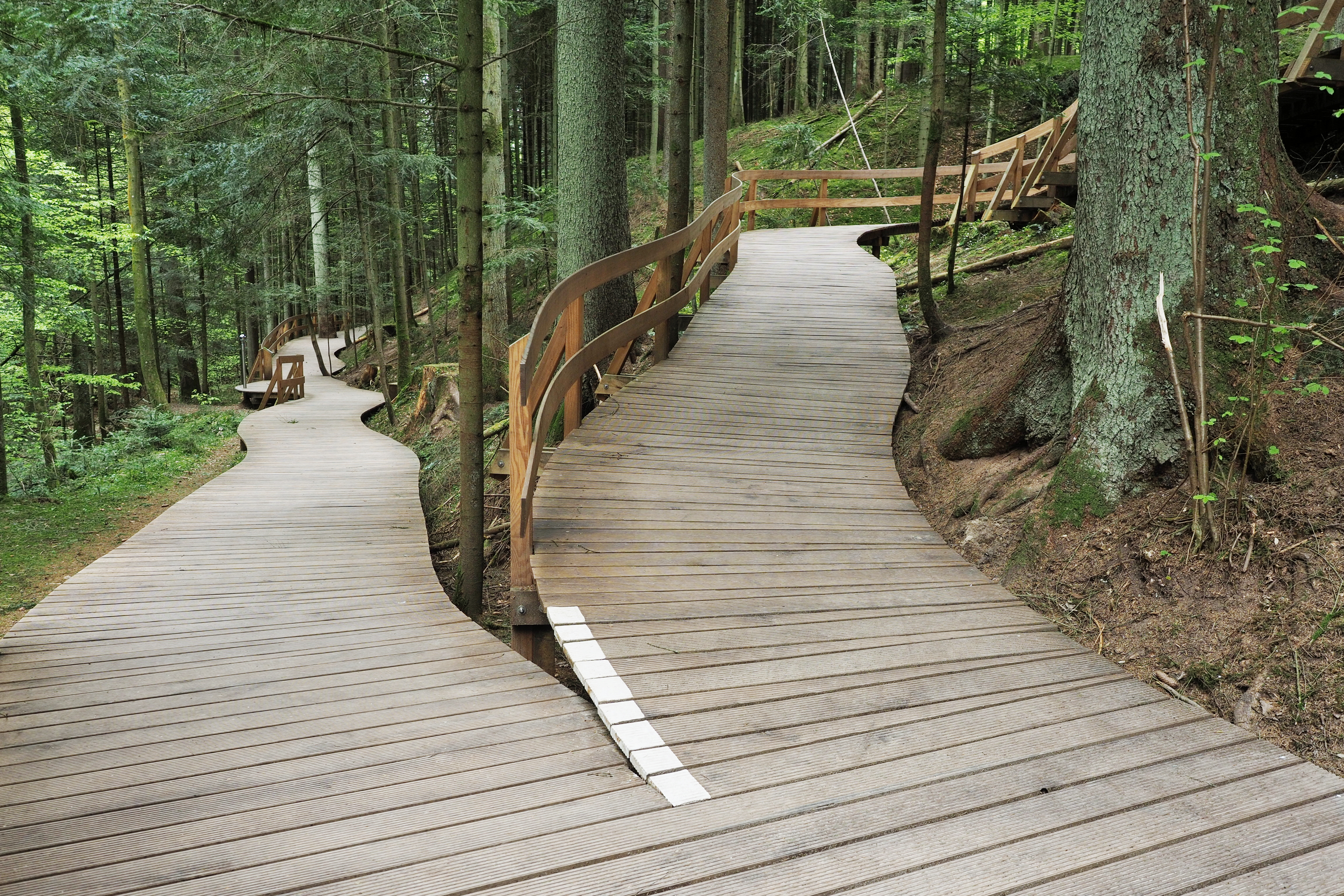
Waldentdeckersteg
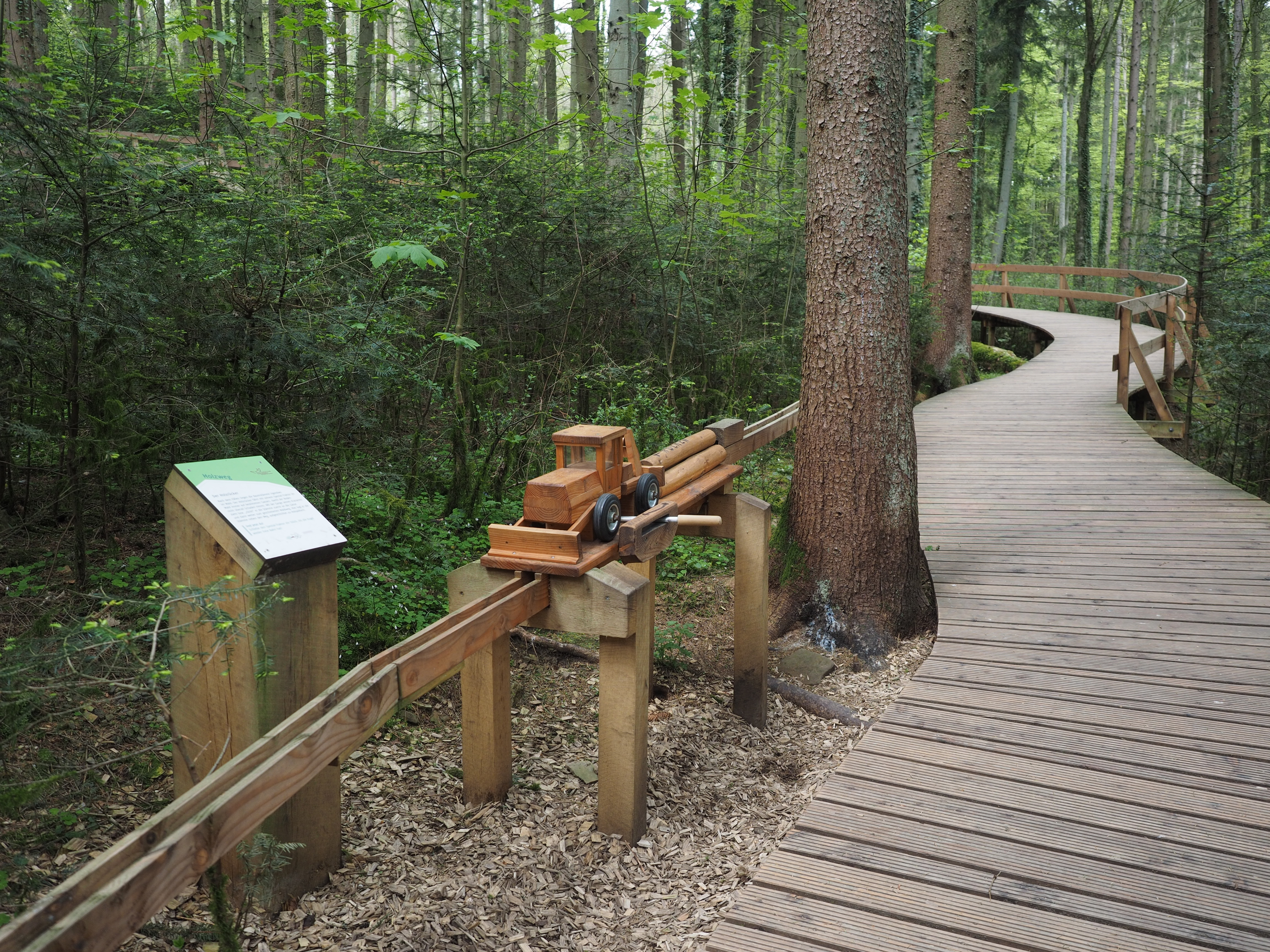
Infostation „Holzrücker“
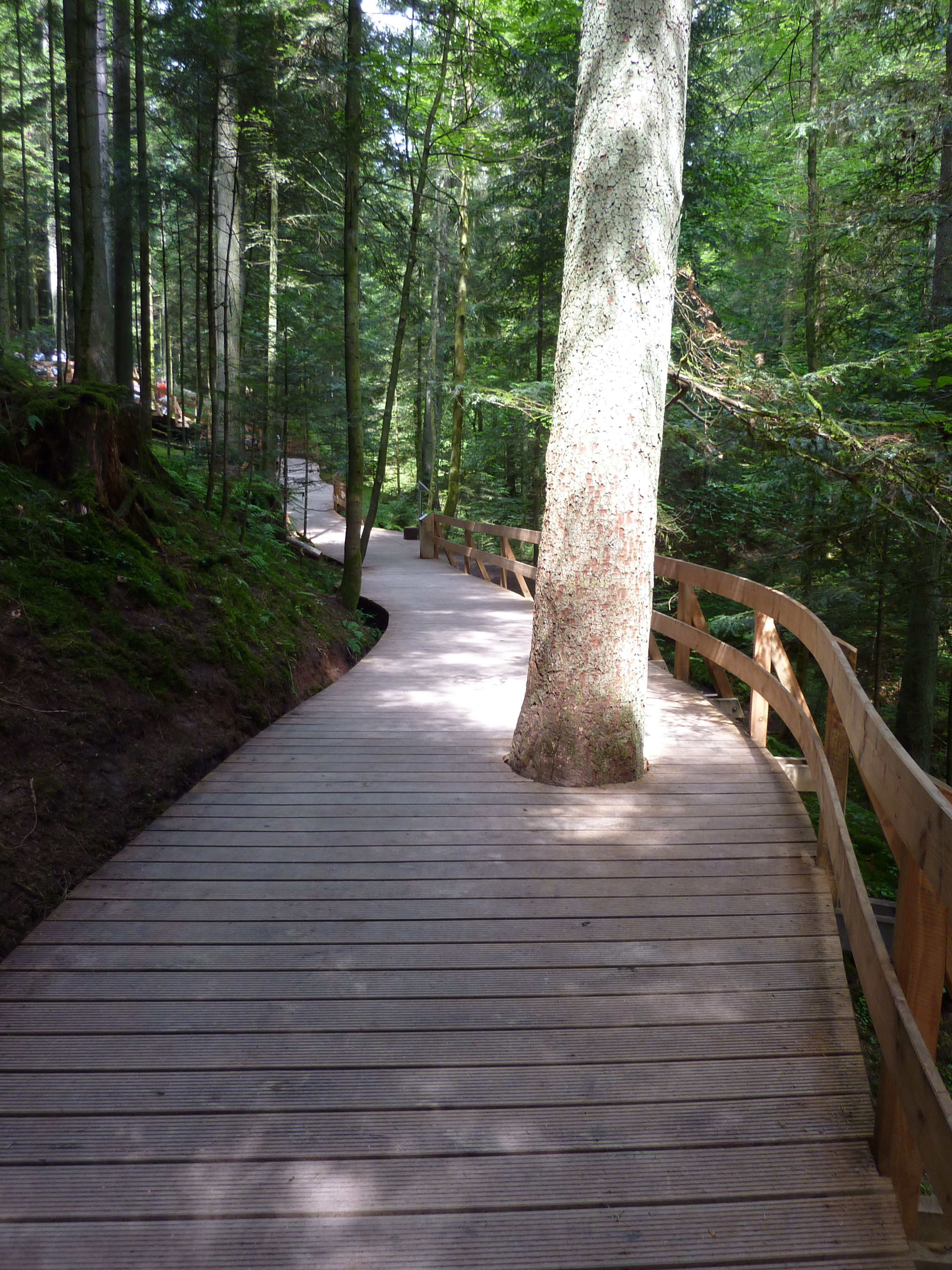
Eingebauter Baum auf dem Waldentdeckersteg
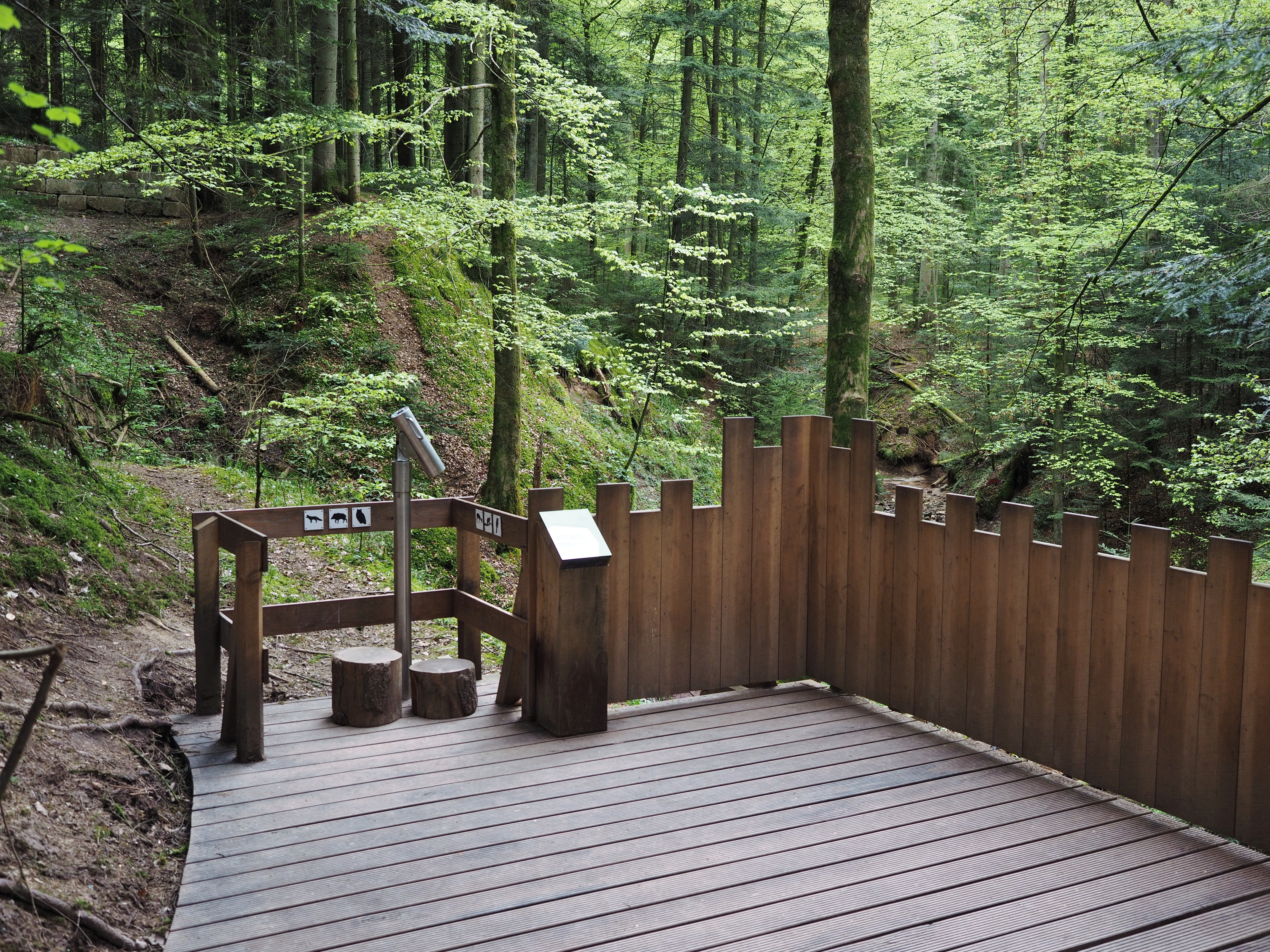
Wildtier-Beobachtungsstation

## Himmelsgarten
Der Landschaftspark in Wetzgau heißt Himmelsgarten, dessen auffälligstes Bauwerk der 38,6 m hohe hölzerne Aussichtsturm Himmelsstürmer ist, von dessen Aussichtsplattform man einen sehr guten Überblick über die gesamte Anlage hat.

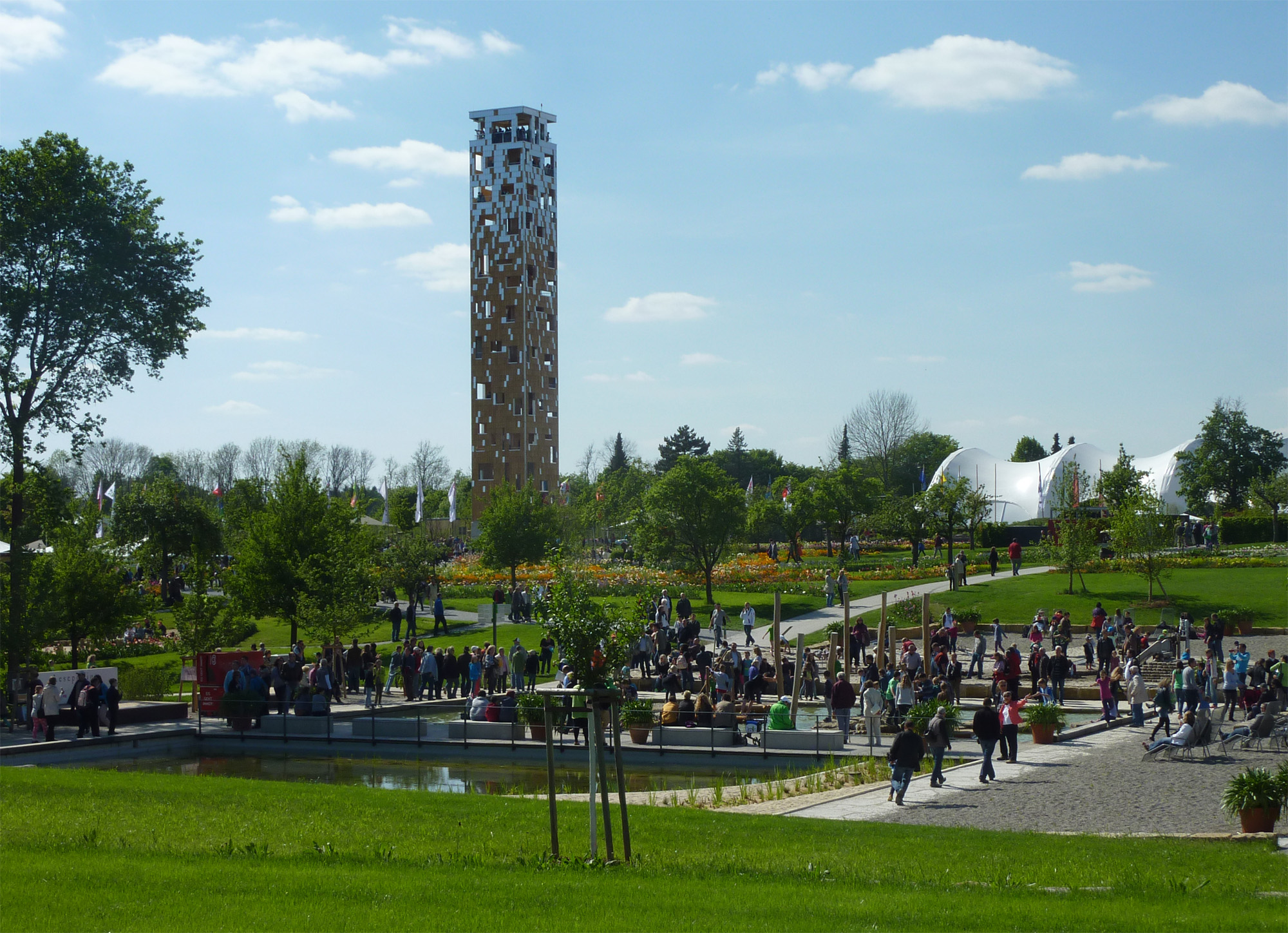
Aussichtsturm Himmelsstürmer
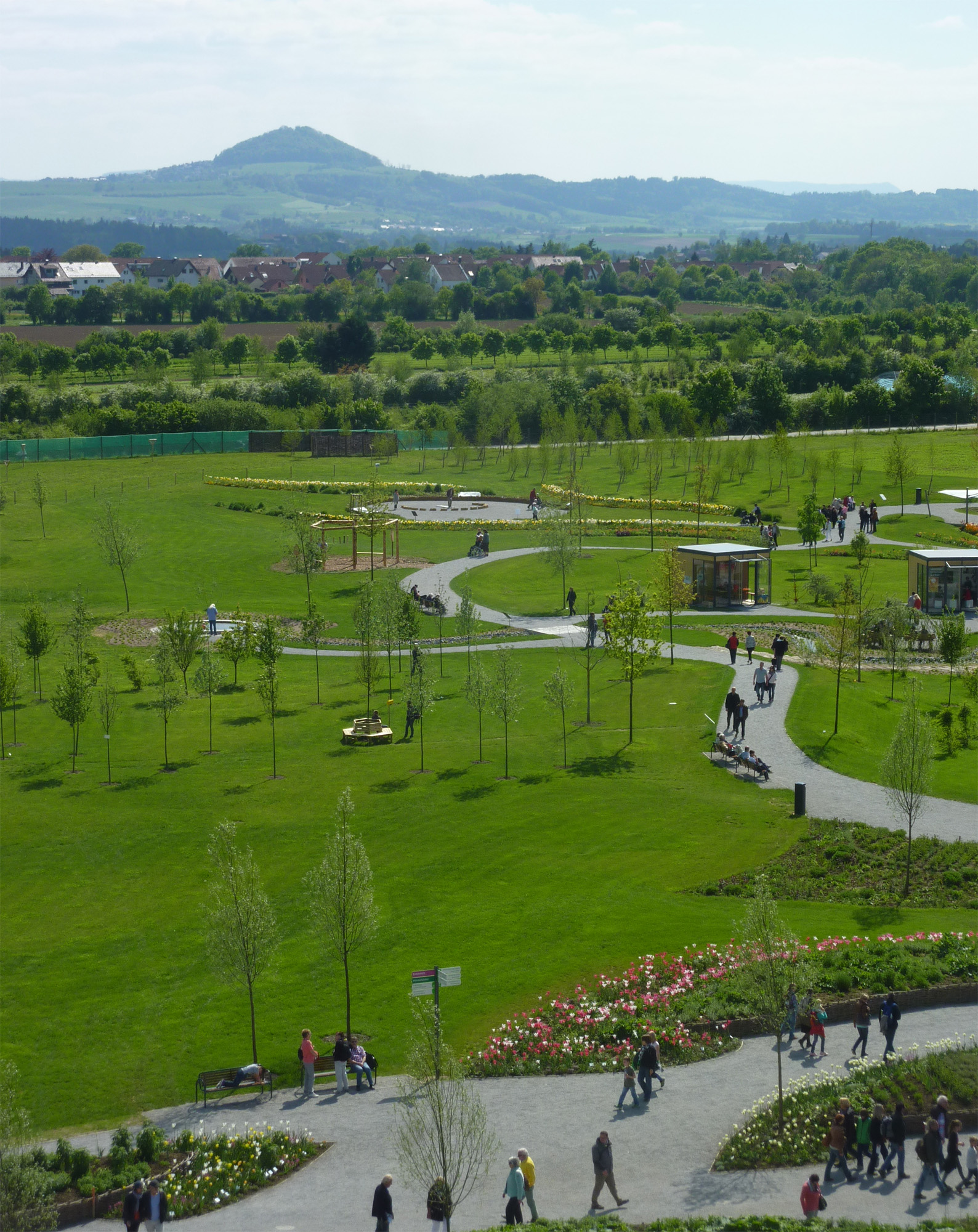
Blick vom Himmelsstürmer zum Hohenstaufen
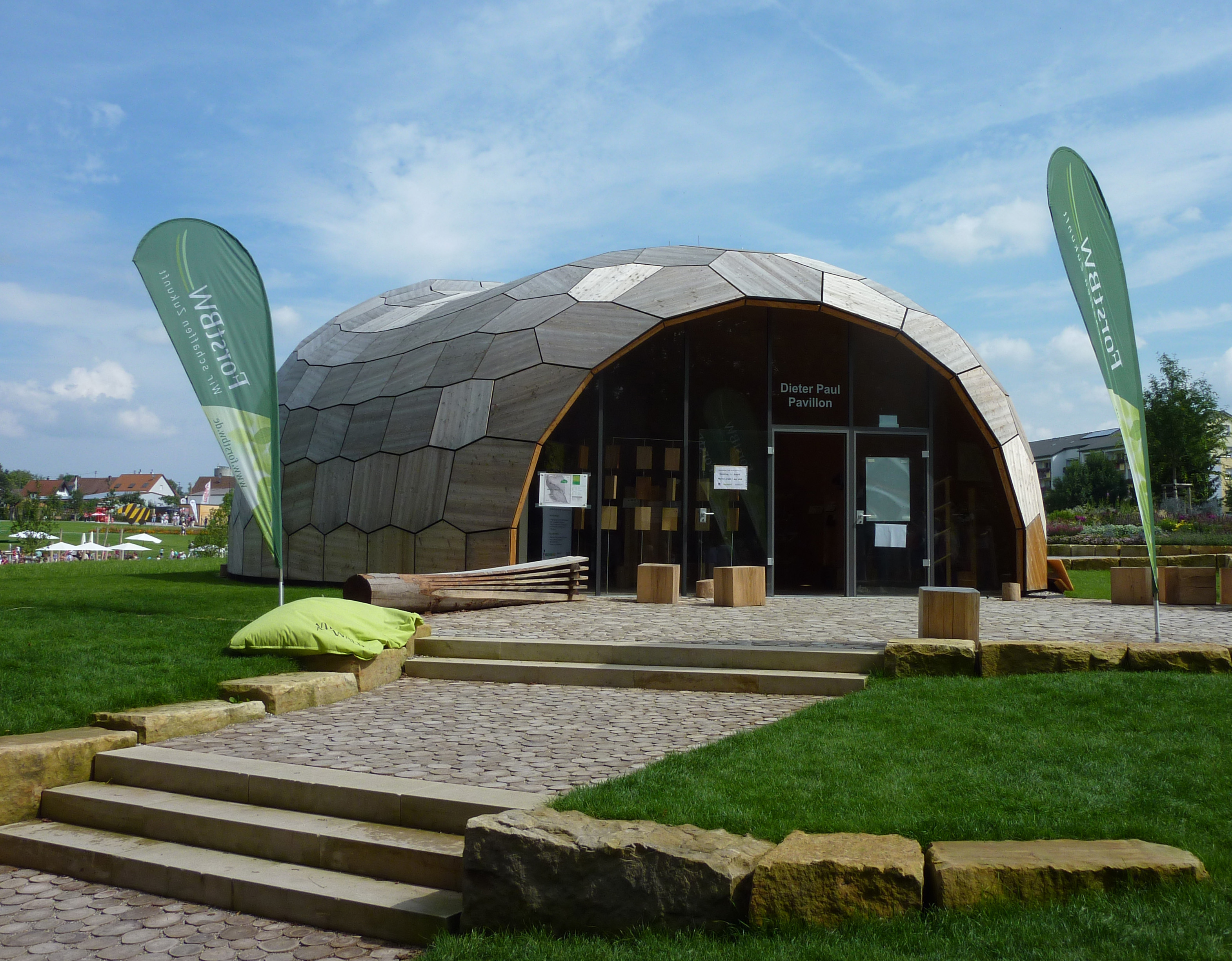
Forstpavillon
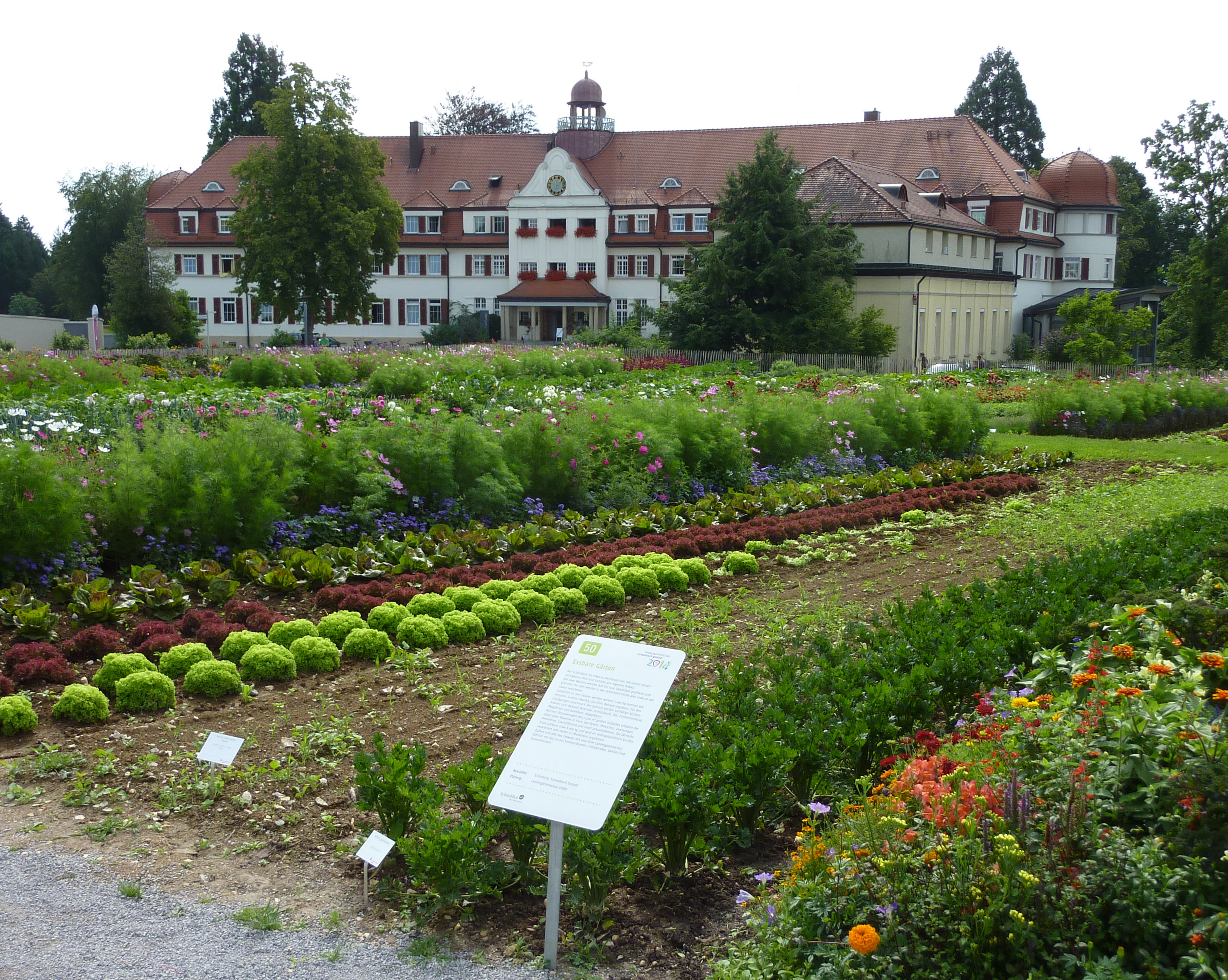
Essbare Gärten vor Haus Schönblick